# 出山镇
出山镇，是中华人民共和国河南省驻马店市西平县下辖的一个乡镇级行政单位。

## 行政区划
出山镇下辖以下地区：
出山村、韩堂村、牛昌村、吴堂村、大于庄村、姚岗村、八张村、罗岗村、翟老庄村、焦之岗村、菜坡村、酒店村、大苏庄村、李孟艮村、朱苍庄村、月林村、李元沟村、狄庄村、任庄村和刘清管村。